# Montaione
Montaione is een gemeente in de Italiaanse provincie Florence (regio Toscane) en telt 3.667 inwoners (01-01-2007). De oppervlakte bedraagt 104,8 km², de bevolkingsdichtheid is 35 inwoners per km².

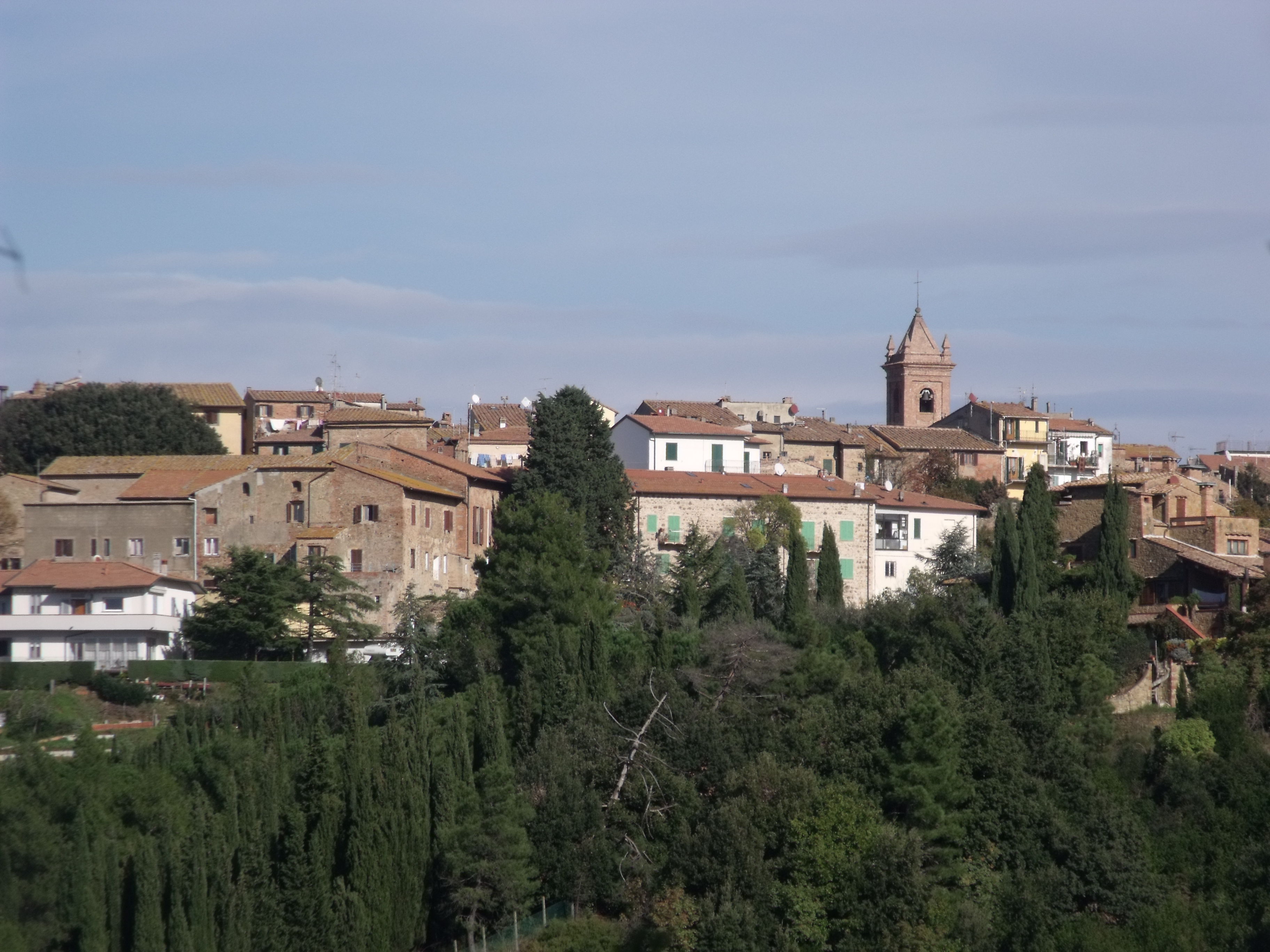
Montaione
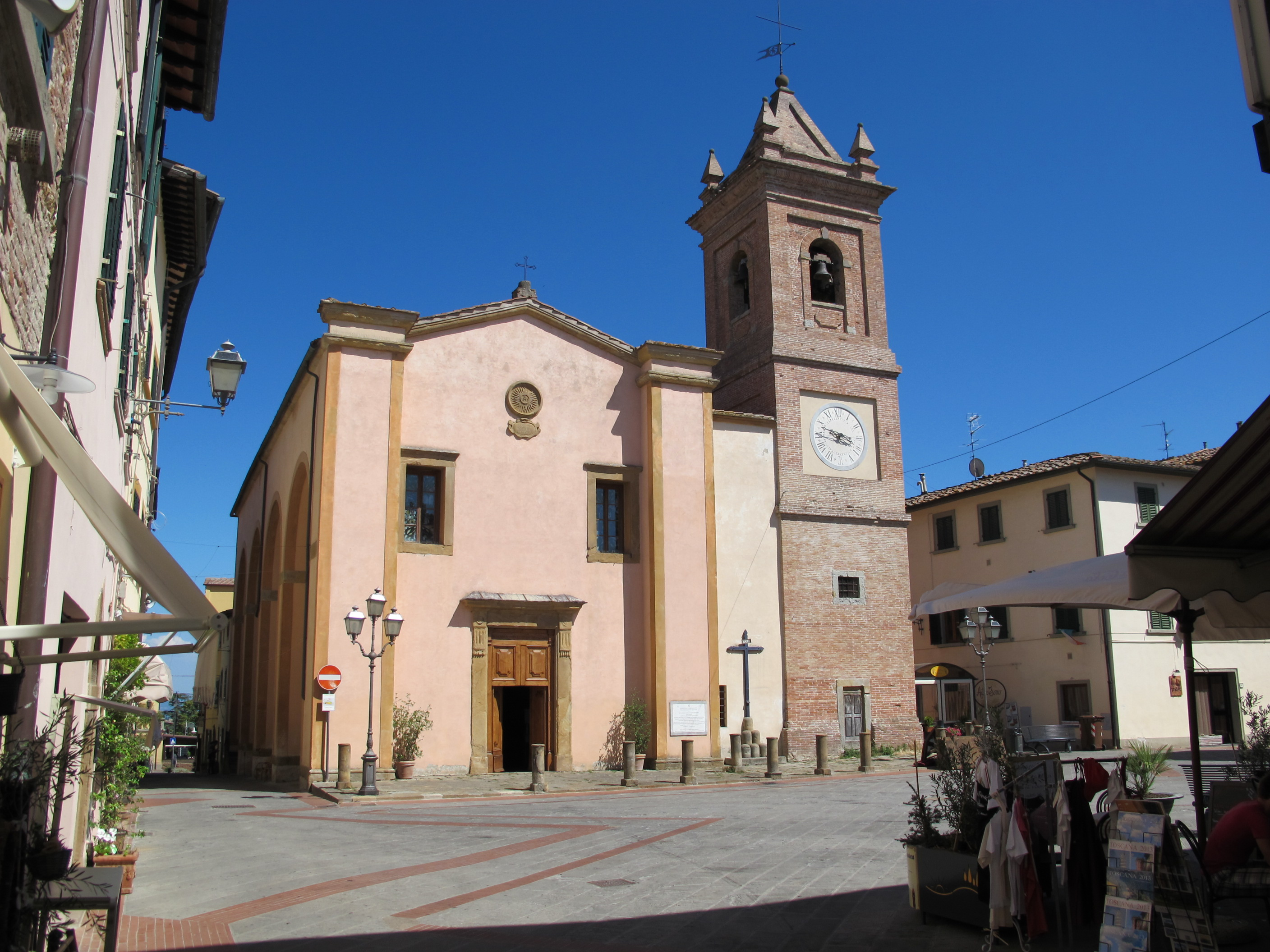
Kerk van San Regolo, Montaione
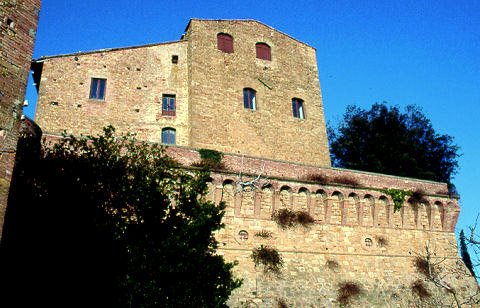
Kasteel Falfi

## Geografie
De gemeente ligt op ongeveer 342 m boven zeeniveau.
Montaione grenst aan de volgende gemeenten: Castelfiorentino, Gambassi Terme, Palaia (PI), Peccioli (PI), San Miniato (PI), Volterra (PI).

## Bezienswaardigheden
Vanaf de rand van de oude kern van Montaione is een prachtig uitzicht over de vallei.
Net buiten Montaione liggen restanten van een Romeinse cisterne (opvang en opslag van regenwater). 